# Johannisberg (Radebeul)
Johannisberg ist ein ehemaliger Weinbergsbesitz mit Herrenhaus, Nebengebäuden und gleichnamigem Weinberg im Radebeuler Stadtteil Naundorf, das Herrenhaus unter der Adresse Obere Johannisbergstraße 15/17 (bis 2012: Mittlere Bergstraße 8). Es wurde etwa 1863 in Anlehnung an einen bedeutenden Weinberg im Rheingau umbenannt.

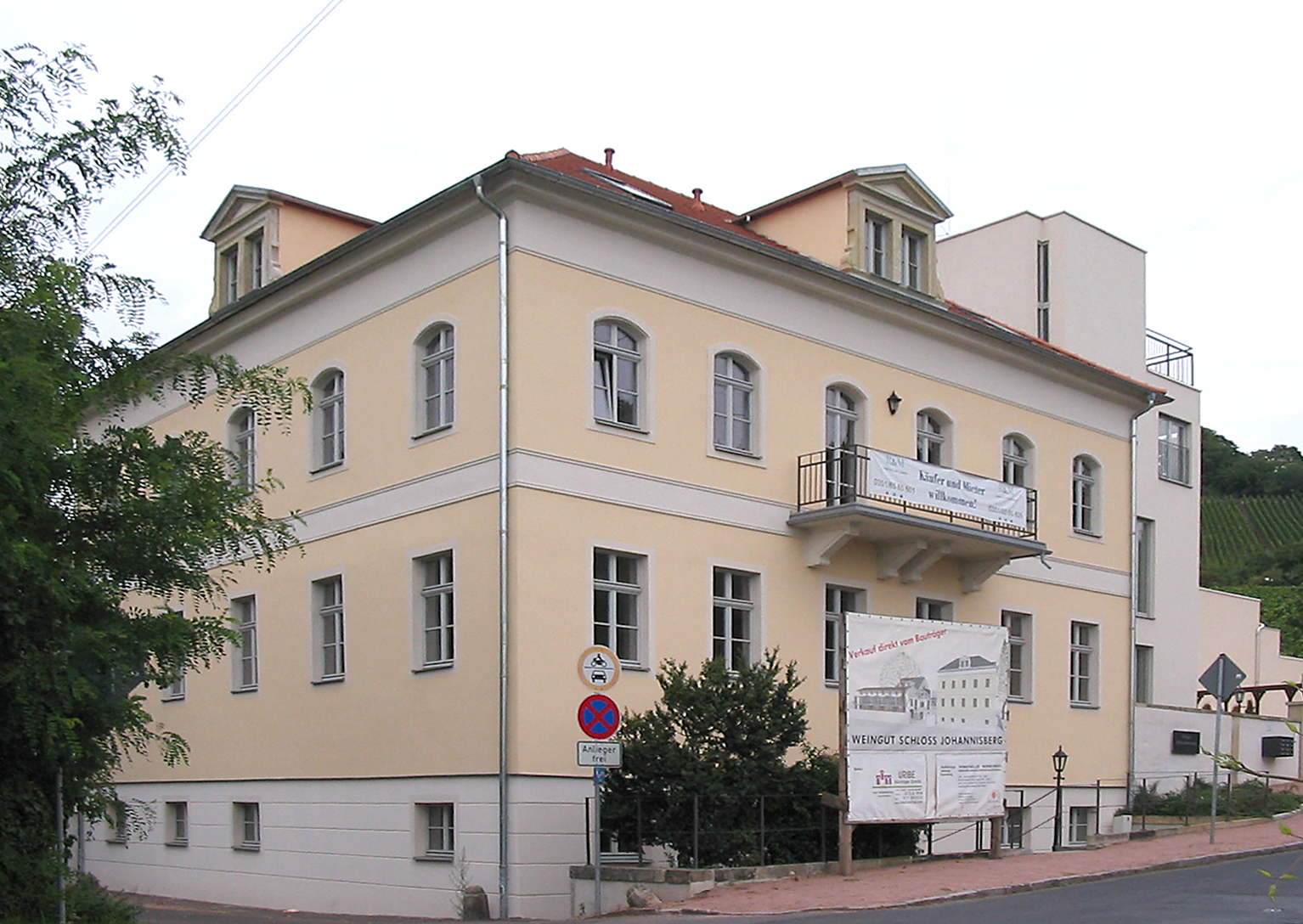
Herrenhaus Johannisberg, rechts im Hintergrund der Weinberg Johannisberg

Das Anwesen liegt im Denkmalschutzgebiet Historische Weinberglandschaft Radebeul. Der Weinberg Johannisberg gibt heute der in der Großlage Lößnitz liegenden, 31 ha großen Einzellage Radebeuler Johannisberg seinen Namen. Die oberhalb der Mittleren Bergstraße liegenden Weinbergsflächen gehören zum Landschaftsschutzgebiet Lößnitz, im Gegensatz zu dem unterhalb gelegenen ehemaligen Parkgarten.

## Beschreibung

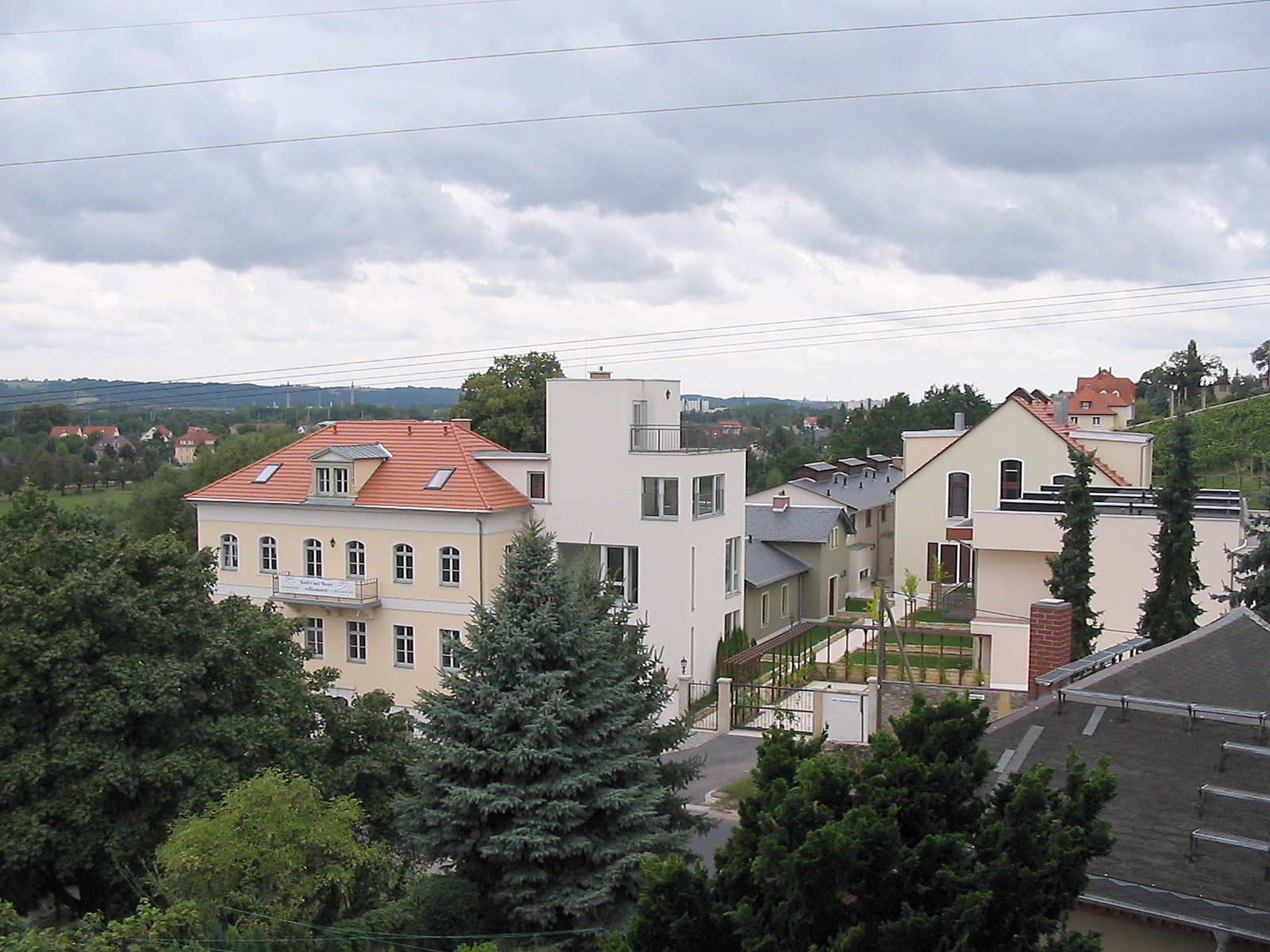
Anwesen Johannisberg mit den Nebengebäuden, nach dem Umbau 2008

An der Ecke Johannisbergstraße/Mittlere Bergstraße steht eine Baugruppe ehemals weinbaulicher Wohn- und Wirtschaftsgebäude, erst kürzlich saniert und durch moderne Gebäudeteile ergänzt. Direkt an der Ecke steht das unter Denkmalschutz stehende Herrenhaus (Schloss Johannisberg), dahinter das Nebengebäude.

### Herrenhaus
Das Herrenhaus ist ein zweigeschossiger, schlichter Putzbau über einem winkelförmigen Grundriss. Er hat ein hohes Sockelgeschoss über einem großen, tonnenförmigen Weinkeller. Obenauf befindet sich ein ziegelgedecktes Satteldach. Zur Mittleren Bergstraße befindet sich im Dach ein Dachhäuschen mit Zwillingsfenster und Dreiecksgiebel, ein ebensolches ist auch zur Johannisbergstraße zu sehen. Unter diesem hängt an der Fassade ein Balkon, darunter befindet sich der Hauptzugang, ein älteres Portal in Korbbogenform mit einem mächtigen Schlussstein und gerader Verdachung.

### Nebengebäude
Im Innenhof, von der Straße abgewandt, befindet sich das zweigeschossige, ebenfalls denkmalgeschützte Nebengebäude (Obere Johannisbergstraße 17). Die ehemalige Remise mit Kutscherwohnung, wohl ein Zillerbau, hat einen dreigeschossigen Seitenrisalit und ist verputzt. Die Fenster werden durch Gewände aus Sandstein eingefasst. Das obenauf sitzende, flache Satteldach kragt weit über.

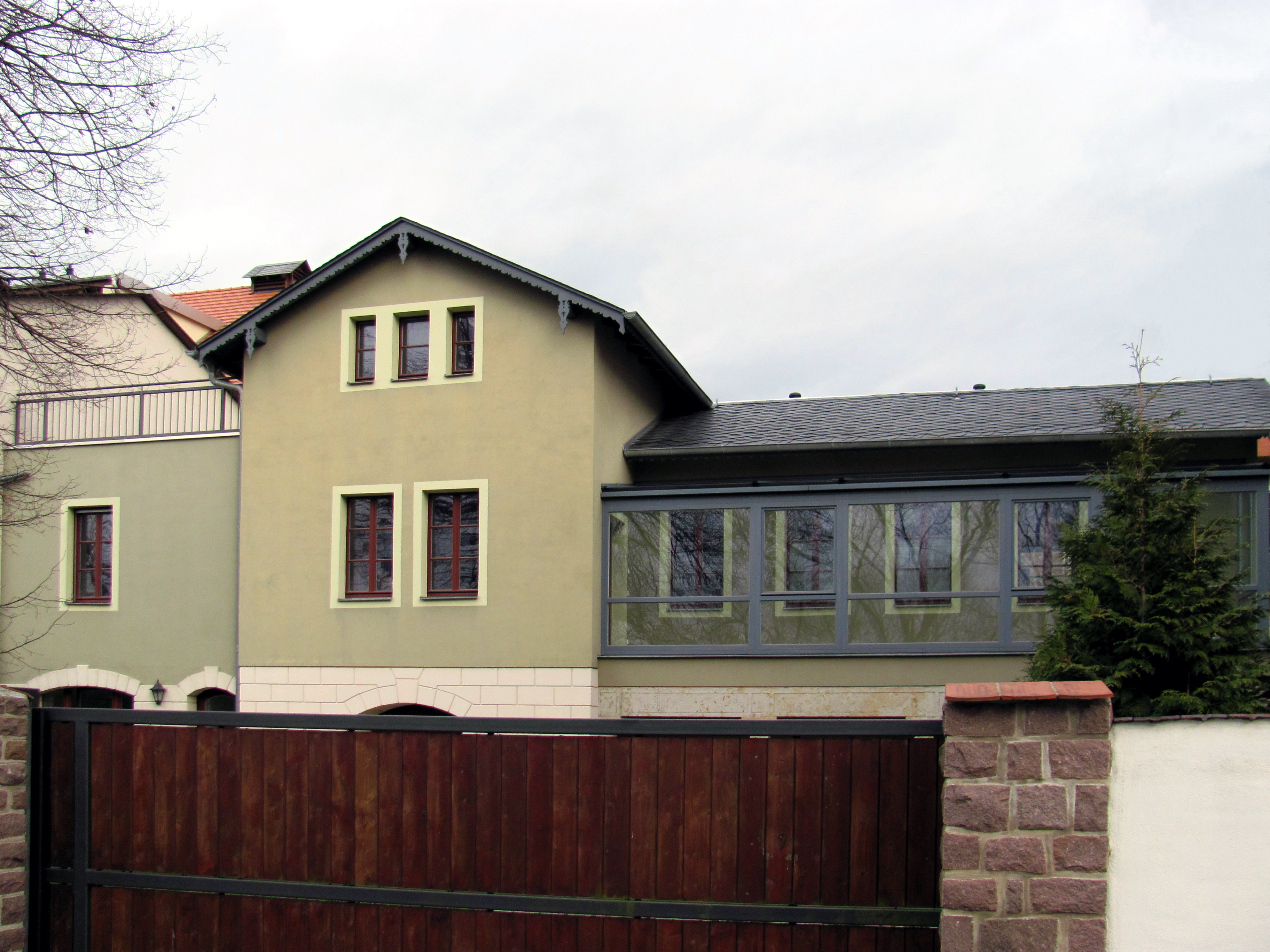
Johannisberg: Nebengebäude
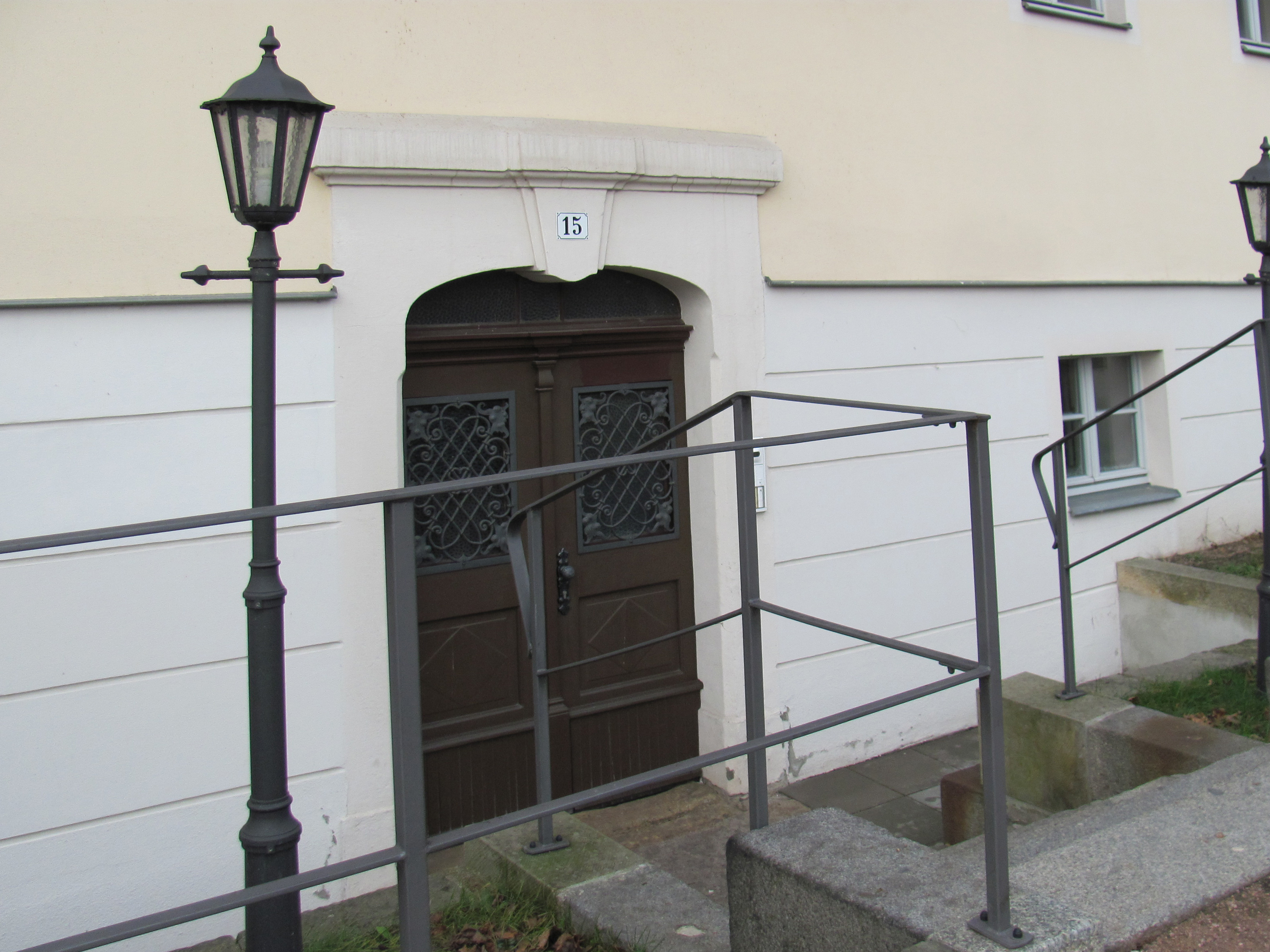
Johannisberg: Eingangstür, heute unter Straßenniveau
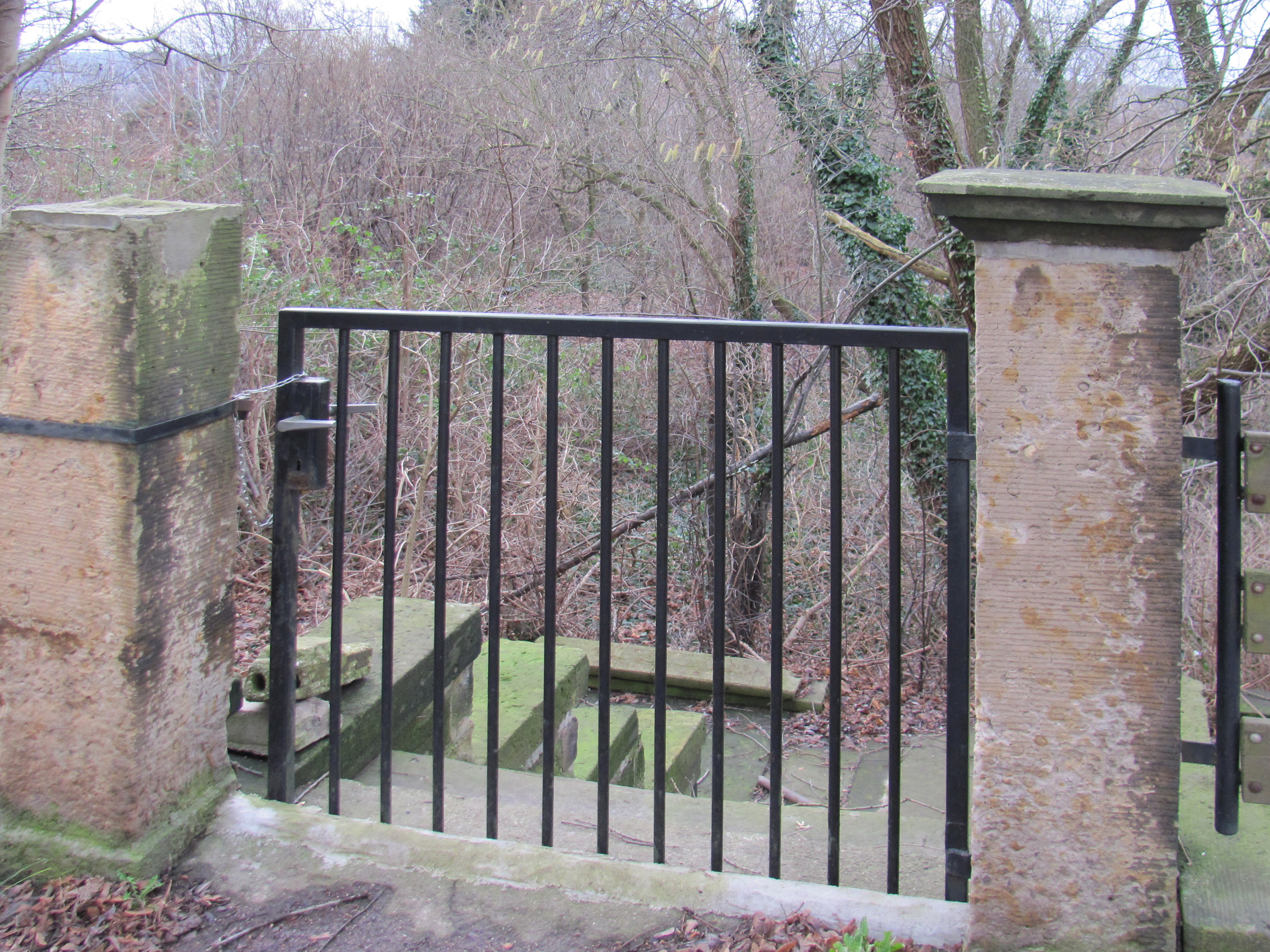
Johannisberg: Abgang in der ehemaligen Garten

## Geschichte

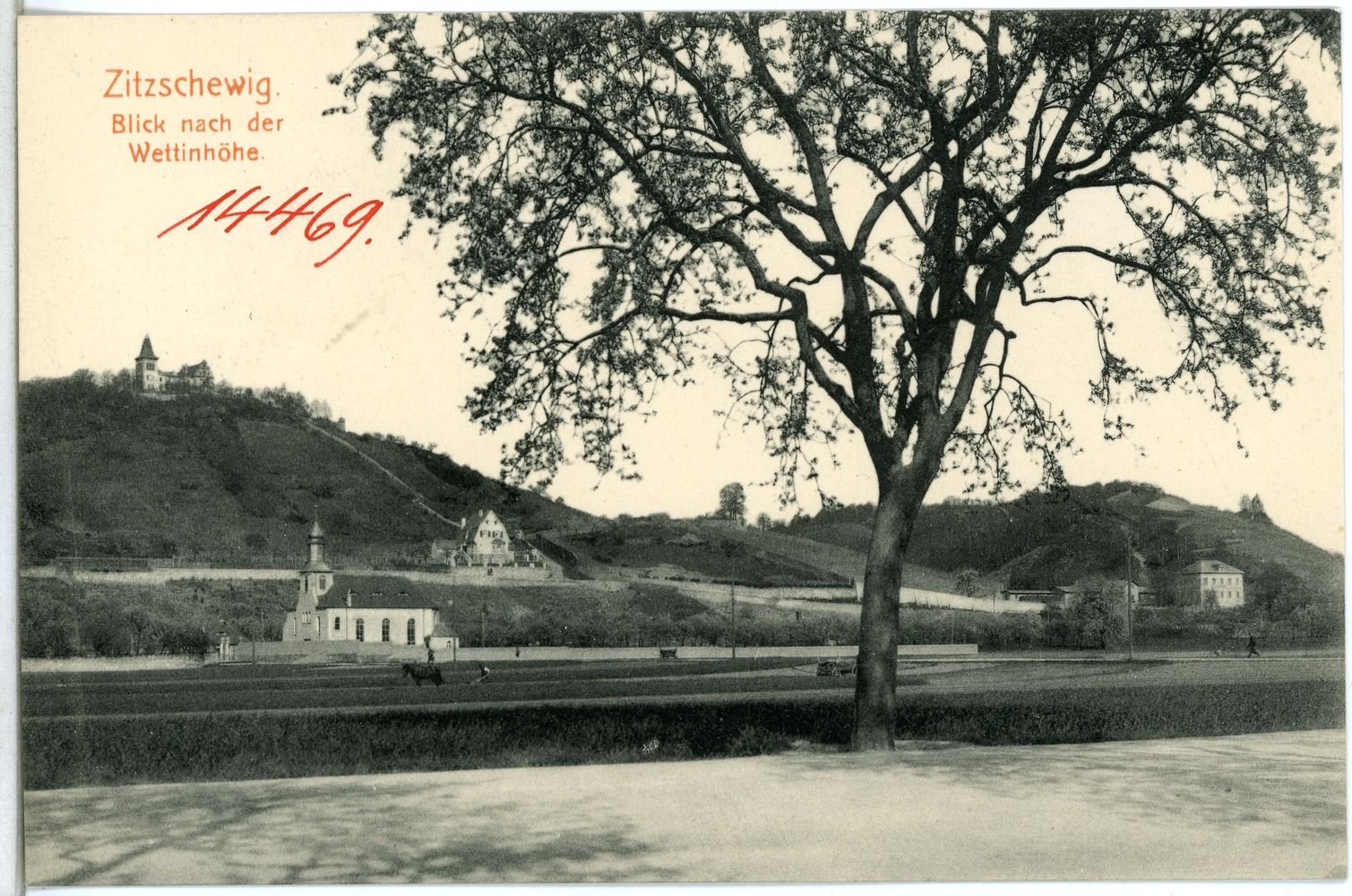
Johannisberg mit Nebengebäuden (rechts, 1912), links die Johanneskapelle (unten), darüber die Wettinshöhe

Herrenhaus Johannisberg, im Süden davor der Park (zu Nackes Zeiten vor 1910)

Der heute Johannisberg genannte Weinberg war 1408 Teil des damals urkundlich erwähnten Knolln; daher auch der Name des nahegelegenen Knollenweges, in dem der Önologe Carl Pfeiffer den Weinberg Wächterberg aufrebte. Der Johannisberg selbst liegt zwischen Kroatengrund und Mittlerer Bergstraße, er ist nicht terrassiert. Inmitten des Weinbergs wurde, vermutlich im 17. Jahrhundert, die Kastanieninsel errichtet, ein 8 Meter mal 8 Meter großes künstliches Plateau.
Ab dem 18. Jahrhundert fasste das Weingut mehrere bereits existente Weinberge beidseits der Johannisbergstraße zusammen, es hieß bis Mitte des 19. Jahrhunderts Zum Knolln. Zu seinen Besitzern gehörte Anfang des 18. Jahrhunderts der Dresdner Hofböttchermeister Jacob Krause, späterer Besitzer von Haus Fliegenwedel beziehungsweise des Jacobsteins.
Der Advokat Carl Ernst Cladny ließ in der zweiten Hälfte des 18. Jahrhunderts das Herrenhaus mit einem tiefen Weinkeller sowie das gegenüberliegende Winzerhaus in der Kottenleite 2 bauen. 1808 wurde auf dem Gelände ein Kalkvorkommen entdeckt und in den folgenden Jahren abgebaut. Dieser über dem Syenit anstehende kalkhaltige Boden gibt dem Wein eine gute mineralische Grundlage. Anfang des 19. Jahrhunderts gehörte der Besitz dem Historiker und Kunstsammler August Josef Ludwig von Wackerbarth.
1863 erwarb der estnische Kaufmann Ottokar J. Martiesen (Matthiesen) das Weingut, gab ihm den Namen Johannisberg und ließ 1864 das Herrenhaus zu seiner heutigen Form umbauen und den Park anlegen. Danach wurde das Herrenhaus auch Schloss Johannisberg genannt. Der Johannisberg war einer der Weinberge in der Lößnitz, der Ende des 19. Jahrhunderts, wahrscheinlich wegen seines Kalkbodens, von der Reblauskatastrophe verschont blieb.
1897 wurde das Weingut Johannisberg von dem ersten Automobilbauer in Sachsen, Emil Nacke, erworben, der dort bis zu seinem Lebensende wohnte. Nacke war auch ein erfolgreicher Winzer. Nacke baute Spätburgunder, Portugieser, Silvaner sowie erstmals in der Lößnitz Saar-Riesling an. Im Kötzschenbrodaer General-Anzeiger vom 3. September 1903 bestätigte ihm die Kommission zur Reblauskontrolle: „… dieser wirklich mit vielen Geldopfern, prächtig angelegte Weinberg verdient die höchste Anerkennung und zeichnen sich die Reben durch äußerst üppigen, kräftigen Wuchs aus. …“

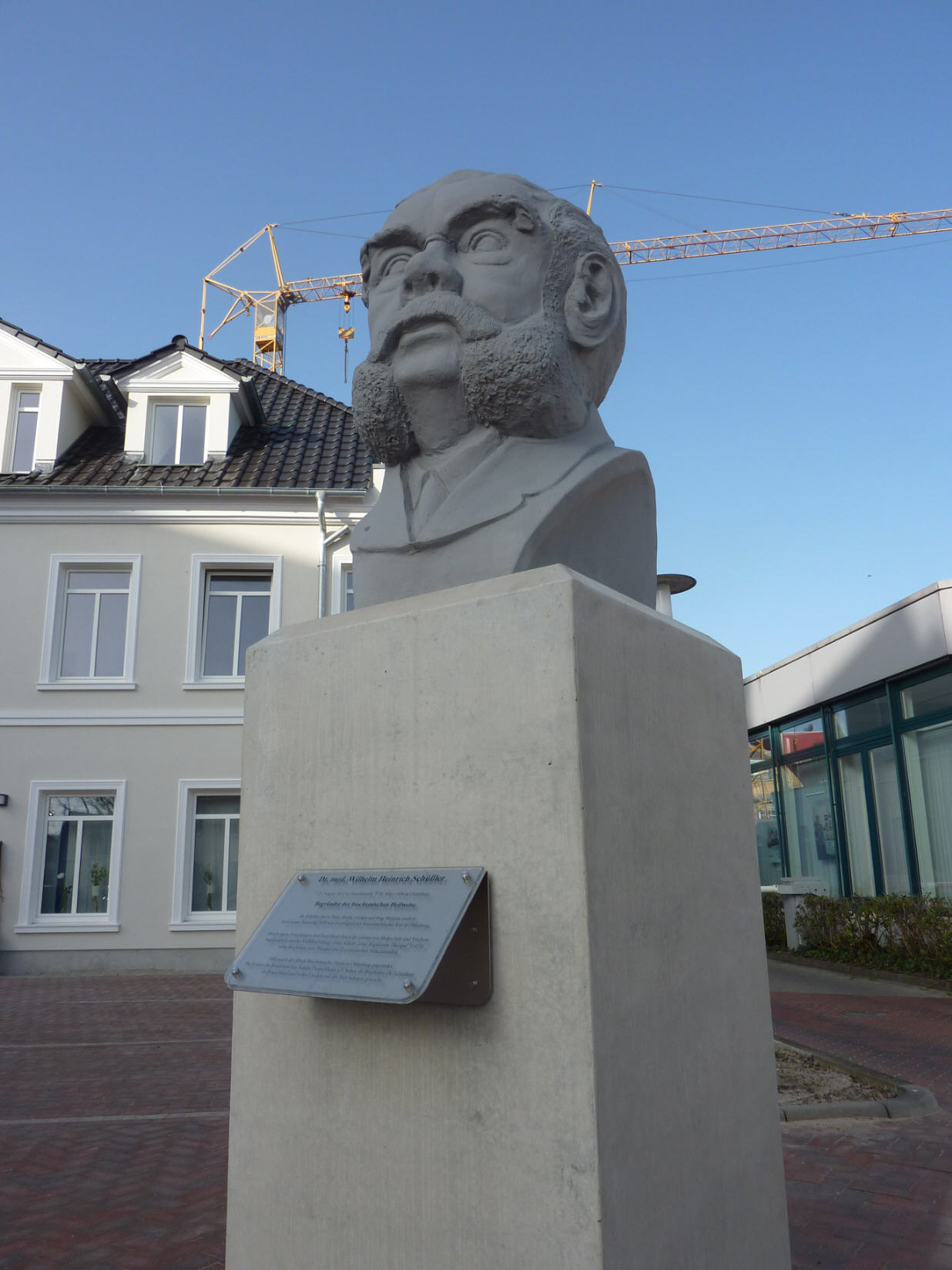
Die Schüßler-Büste in Bad Zwischenahn

Nach Nackes Tod 1933 ging das Anwesen an Gerhard Madaus und die Radebeuler Arzneimittelfirma Madaus, die dort 1940 den westlichen Anbau an das Gebäude baute, der als Ausweichlabor und Lager benutzt wurde. Das 1932 auf dem Gelände des Stammsitzes des Madaus-Werks auf der Radebeuler Gartenstraße aus Anlass des Bundeskongresses des Biochemischen Bundes Deutschlands eingeweihte Schüßler-Denkmal wurde später im unterhalb des Herrenhauses gelegenen Park des Johannisbergs wiederaufgestellt. Nach der Enteignung 1945 wurde die Schüßler-Büste in dem Teich des damaligen Madaus-Parks versenkt. 2007 wurde sie wiederentdeckt und ausgegraben. Da der heutige Erbe des Anwesens aus der Familie Madaus das Denkmal dem Biochemischen Bund Deutschlands vermacht hat, stellte dieser es vor dem Geburtshaus von Schüßler in Bad Zwischenahn auf.
Zu DDR-Zeiten wurden diese Anbauten durch das unter anderem aus Madaus entstandene Arzneimittelwerk Dresden zur Anzucht von Versuchstieren benutzt. In dem 1864 angelegten Park unterhalb des Herrenhauses betrieb die Gesellschaft für Sport und Technik rund hundert Jahre später einen Schießstand.
Ab 1990 verfielen das Herrenhaus und die Nebengebäude, ab Mitte der 2000er Jahre wurden die Gebäude zur Nutzung als Wohnanlage saniert und durch einen modernen Anbau ergänzt. Weitere zum Teil in den Hang hineingebaute Hauseinheiten kamen bis 2008 hinzu.
Der Weinberg Johannisberg wird heute vom naheliegenden Staatsweingut Schloss Wackerbarth bewirtschaftet.

## Kastanieninsel
Inmitten des Johannisbergs wurde, vermutlich im 17. Jahrhundert zur Zeit der Anlage von Weinbergsmauern „nach Württemberger Art“ innerhalb der Lößnitz, die Kastanieninsel, auch Bergaltar oder Bergkanzel genannt, errichtet und mit Kastanien bepflanzt. Sie ist ein 8 Meter mal 8 Meter großes Plateau, vermutlich als Aussichtsterrasse und Rastplatz, um romantisch in freier Natur zwischen Reben feiern und speisen zu können. Ähnliche Bergaltäre wurden zu jener Zeit auch im Kynast und im Zechstein errichtet, im Falle des Johannisbergs mit Kastanien bepflanzt. Dabei leitet sich die Bezeichnung Altar wohl von Altan her, einer offenen und auf Mauern ruhenden Plattform.
Vor dem Ersten Weltkrieg war die Kastanieninsel mit einem Geländer versehen und mit Tisch und Bänken aus Sandstein ausgestattet. Durch die bevorzugte Lage und den freien Ausblick war sie ein beliebter Ausflugsort. Emil Nacke als Besitzer des Johannisbergs führte dort das Bergsingen ein, das als traditionelle Veranstaltung bis etwa 1955 regelmäßig im Frühjahr begangen wurde.